# Адлерская серебристая (порода кур)
Адлерская серебристая (англ. Adler Silver) — породная группа кур мясо-яичного типа продуктивности.

## История создания
При выведении породы на Адлерской птицефабрике в 1950-х — 1960-х годах были скрещены следующие породы: русская белая, нью-гемпшир, белый плимутрок, первомайская, юрловская голосистая.

## Породные особенности
Гребень листовидный, ушные мочки красные, небольшие. Клюв жёлтый. Голова округлая, широкая. Широкая прямая спина и широкая грудь. Ноги жёлтые, средней длины. Костяк крепкий, хорошо развитый. Хвост и крылья небольшие.

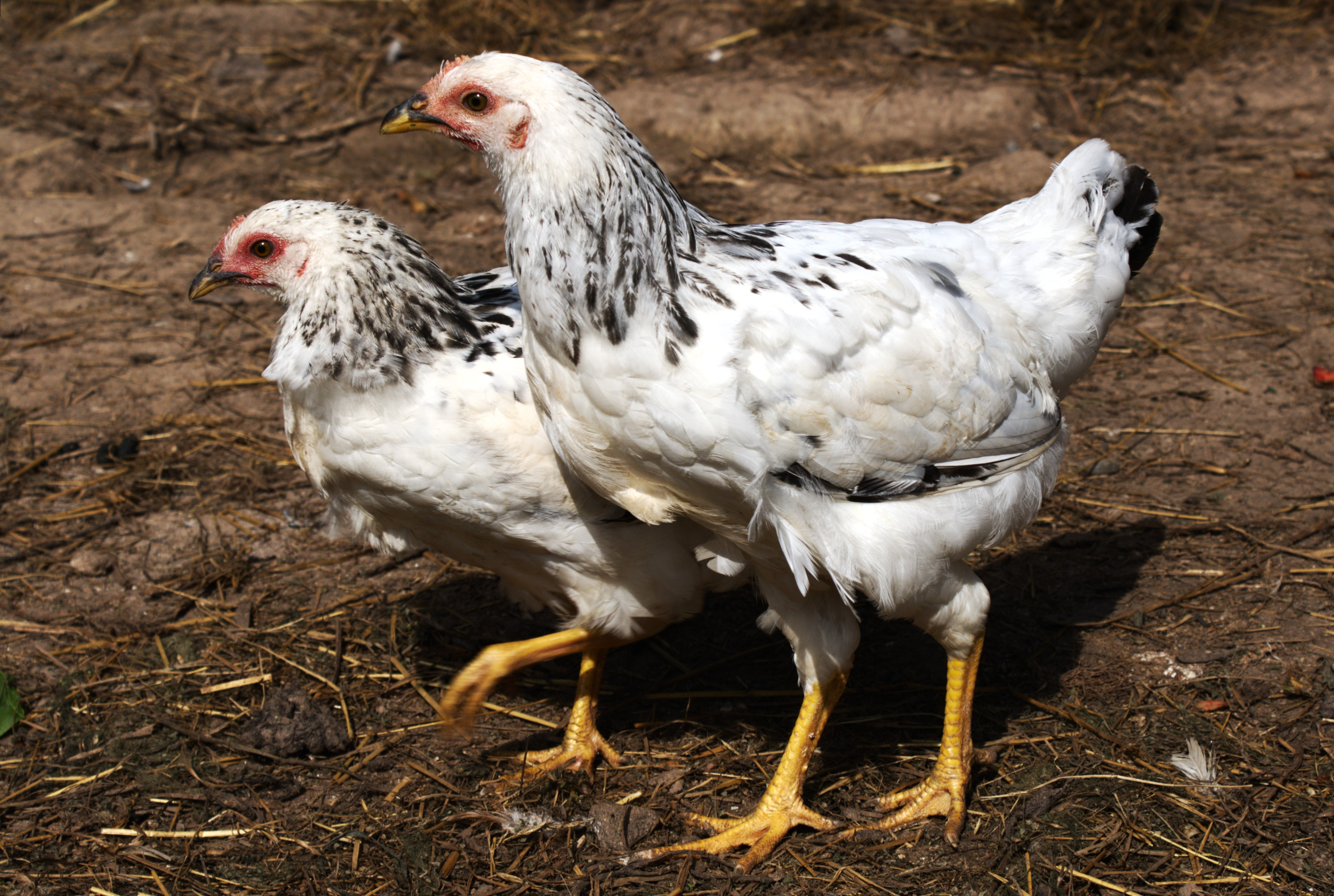
Цыплята 3-месячного возраста

У этой породы один тип окраски — чёрно-белый колумбийский (светлый). При этом оперение взрослой птицы колумбийское, а окрашивание пуха у цыплят — жёлтое.
Масса кур в 12-месячном возрасте — 2,5—2,8 кг, петухов — 3,5—3,9 кг. Яйценоскость на первом году продуктивности — 180-200 яиц при массе 58—59 г, окраска скорлупы коричневая. Птица начинает нестись в 6—6,5 месяцев. Сохранность молодняка — 98 %, взрослой птицы — 86 %.
Склонность к насиживанию небольшая. Куры неприхотливы. Использовались для производства бройлеров, в этом качестве проигрывают белым плимутрокам. Могут использоваться для создания новых синтетических материнских линий для производства бройлерных кроссов.
Скрещивание кур адлерской серебристой с петухами нью-гемпшир и род-айланд даёт аутосексное потомство, имеющее половые различия по окраске пуха в суточном возрасте: петушки окрашены светлее, курочки имеют палевый пух.